# Taubenturm (Bernières-sur-Mer)

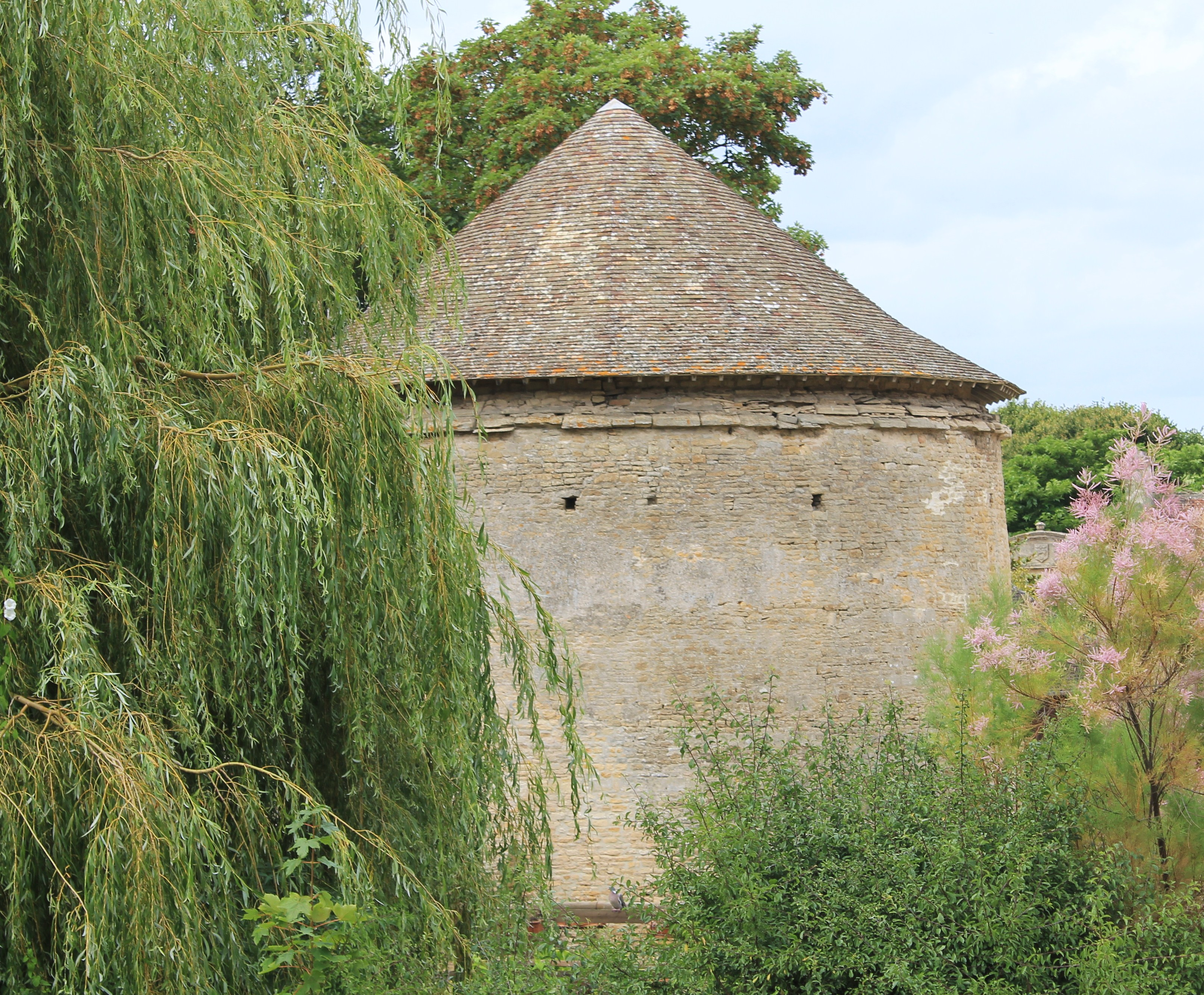
Taubenturm in Bernières-sur-Mer

Der Taubenturm (französisch colombier oder pigeonnier) befindet sich in Bernières-sur-Mer, einer französischen Gemeinde im Département Calvados in der Region Normandie. Der Taubenturm steht als Teil des Manoir de la Luzerne seit 1998 als Monument historique auf der Liste der Baudenkmäler in Frankreich.
Der runde Turm wurde aus Bruchsteinmauerwerk erbaut.